# Fozia Hashim
Fozia Hashim (geb. 1956) ist eine eritreische Juristin, ehemalige Richterin und Oberste Richterin des High Court of Eritrea. Sie ist eine moslemische Frau aus dem Stamm der Jeberti (Dscheberti). 1993 wurde sie zur Justizministerin von Eritrea ernannt.
Als Justizministerin war sie verantwortlich für die Reorganisation des Gerichtssystems und die Abfassung eines neuen Rechts-Kodex. Alle Proklamationen und rechtlichen Regulationen werden durch ihre Behörde verfasst. Unter ihrer Führung haben die Community Courts of Eritrea ihre Magistrate gewählt.